# Jack Whelbourne
Jack Whelbourne (* 2. August 1991 in Nottingham) ist ein ehemaliger britischer Shorttracker.

## Werdegang
Whelbourne trat international erstmals bei den Juniorenweltmeisterschaften 2008 in Bozen in Erscheinung, wobei er den 62. Platz im Mehrkampf errang. Im folgenden Jahr kam er bei den Juniorenweltmeisterschaften in Sherbrooke auf den 20. Platz im Mehrkampf und bei den Europameisterschaften in Turin auf den siebten Rang mit der Staffel. Zudem nahm er bei der Winter-Universiade 2009 in Harbin an vier Läufen teil. Zu Beginn der Saison 2009/10 nahm er in Seoul erstmals am Weltcup teil, wobei er den 36. Platz über 1500 m und den 34. Platz über 1000 m errang. Im weiteren Saisonverlauf wurde er bei den Juniorenweltmeisterschaften 2010 in Taipeh Sechster im Mehrkampf, bei den Teamweltmeisterschaften 2010 in Bormio Achter und holte bei den Europameisterschaften 2010 in Dresden die Bronzemedaille. Beim Saisonhöhepunkt, den Olympischen Winterspielen 2010 in Vancouver, belegte er den 16. Platz über 1500 m und den sechsten Rang mit der Staffel. Zudem lief er bei den Weltmeisterschaften 2010 in Sofia auf den 26. Platz im Mehrkampf. 
In der Saison 2010/11 erreichte Whelbourne in Moskau mit dem vierten Platz über 1500 m seine beste Platzierung im Weltcupeinzel und belegte bei den Weltmeisterschaften 2011 in Sheffield den 25. Platz über 1500 m, den 15. Rang über 1000 m sowie den 11. Platz über 500 m. Außerdem gewann er bei den Juniorenweltmeisterschaften 2011 in Courmayeur die Silbermedaille und bei den Europameisterschaften 2011 in Heerenveen, wobei er mit vier Top-Zehn-Platzierungen Vierter im Mehrkampf wurde, erneut die Bronzemedaille mit der Staffel. In der folgenden Saison erreichte er in Shanghai mit dem dritten Platz und den zweiten Rang in Salt Lake City mit der Staffel seine ersten Podestplatzierungen im Weltcup. Bei den Europameisterschaften 2012 in Mladá Boleslav lief er auf den fünften Platz im Mehrkampf sowie auf den vierten Rang mit der Staffel und bei den Weltmeisterschaften 2012 in Peking auf den 29. Platz im Mehrkampf sowie auf den sechsten Rang mit der Staffel. In der Saison 2012/13 wurde er bei den Weltmeisterschaften 2013 in Budapest Sechster mit der Staffel und belegte bei den Europameisterschaften 2013 in Malmö den 26. Platz im Mehrkampf sowie den fünften Rang mit der Staffel. Nachdem er zu Beginn der Saison 2013/14 beim Weltcup in Seoul den dritten Platz mit der Staffel errang, kam er bei den Europameisterschaften 2014 in Dresden auf den 13. Platz im Mehrkampf sowie auf den siebten Rang mit der Staffel und beim Saisonhöhepunkt, den Olympischen Winterspielen 2014 in Sotschi, auf den 27. Platz über 500 m, auf den 21. Rang über 1000 m sowie auf den siebten Platz über 1500 m. Bei den folgenden Weltmeisterschaften in Montreal errang er den 29. Platz im Mehrkampf und gewann mit der Staffel die Bronzemedaille. 
In der Saison 2014/15 lief Whelbourne in Montreal mit dem dritten Platz in der Staffel im Weltcup letztmals aufs Podest und belegte bei den Europameisterschaften 2015 in Dordrecht den 13. Platz im Mehrkampf sowie auf den sechsten Rang mit der Staffel. Bei den Weltmeisterschaften 2015 in Moskau errang er den 16. Platz im Mehrkampf und den sechsten Platz mit der Staffel. In der Saison 2015/16 wurde er bei den Weltmeisterschaften 2016 in Seoul mit zwei Top-Zehn-Platzierungen Neunter im Mehrkampf und bei den Europameisterschaften 2016 in Sotschi den 12. Platz im Mehrkampf. Außerdem gewann er dort mit der Staffel die Bronzemedaille. Seinen letzten Weltcup absolvierte er im November 2016 in Salt Lake City, welchen er auf dem 26. Platz über 500 m beendete.

## Erfolge

### Olympische Spiele
- 2010 Vancouver: 6. Platz Staffel, 16. Platz 1500 m
- 2014 Sotschi: 7. Platz 1500 m, 21. Platz 1000 m, 27. Platz 500 m

### Shorttrack-Weltmeisterschaften
- 2010 Sofia: 20. Platz 500 m, 25. Platz 1000 m, 26. Platz Mehrkampf, 40. Platz 1500 m
- 2011 Sheffield: 11. Platz 500 m, 15. Platz 1000 m, 25. Platz 1500 m
- 2012 Peking: 6. Platz Staffel, 12. Platz 1000 m, 28. Platz 500 m, 29. Platz Mehrkampf
- 2013 Budapest: 6. Platz Staffel
- 2014 Montreal: 3. Platz Staffel, 16. Platz 1000 m, 25. Platz 500 m, 29. Platz Mehrkampf
- 2015 Moskau: 6. Platz Staffel, 9. Platz 1000 m, 16. Platz 500 m, 16. Platz Mehrkampf, 19. Platz 1500 m
- 2016 Seoul: 5. Platz 500 m, 6. Platz 1500 m, 9. Platz Mehrkampf, 17. Platz 1000 m

### Team-Weltmeisterschaften
- 2010 Bormio: 8. Platz

### Europameisterschaften
- 2009 Turin: 7. Platz Staffel
- 2010 Dresden: 3. Platz Staffel
- 2011 Heerenveen: 3. Platz Staffel, 4. Platz Mehrkampf
- 2012 Mladá Boleslav: 4. Platz Staffel, 5. Platz Mehrkampf
- 2013 Malmö: 5. Platz Staffel, 26. Platz Mehrkampf
- 2014 Dresden: 7. Platz Staffel, 13. Platz Mehrkampf
- 2015 Dordrecht: 6. Platz Staffel, 13. Platz Mehrkampf
- 2016 Sotschi: 3. Platz Staffel, 12. Platz Mehrkampf

## Persönliche Bestleistungen
| Disziplin | Zeit         | Datum            | Ort            |
| --------- | ------------ | ---------------- | -------------- |
| 500 m     | 41,072 s     | 5. Oktober 2013  | Seoul          |
| 1000 m    | 1:23,737 min | 9. November 2014 | Salt Lake City |
| 1500 m    | 2:14,091 min | 10. Februar 2014 | Sotschi        |
| 3000 m    | 4:51,364 min | 16. Januar 2011  | Heerenveen     |